# 春田バイパス
春田バイパス（はるたバイパス）は宮崎東環状道路（地域高規格道路）のうち、東九州自動車道西都ICから宮崎市佐土原町岩見堂に至る、延長6.4 kmの国道219号のバイパスである。2004年3月暫定2車線で全区間が開通した。

## 概要
- 構造：第3種第1級
- 設計速度：80 km/h
- 車線数：4車線（暫定2車線）

## インターチェンジなど
- (28) 西都IC（東九州自動車道）
- 佐土原町岩見堂（広瀬バイパス（宮崎東環状道路））

## 主な構造物
- 城山トンネル